# Eupithecia lentiscata
Eupithecia lentiscata is een vlinder uit de familie spanners (Geometridae). De wetenschappelijke naam is voor het eerst geldig gepubliceerd in 1869 door Mabille.
De soort komt voor in Griekenland, op Corsica en Sardinië.